# Bridgham
Bridgham is een civil parish in het bestuurlijke gebied Breckland, in het Engelse graafschap Norfolk met 335 inwoners.